# Yasmine Benazzouk
Yasmine Benazzouk, née le 11 juillet 1992, est une karatéka algérienne.

## Biographie
Yasmine Benazzouk remporte la médaille de bronze par équipes aux Jeux africains de 2011 à Maputo et la médaille d'or par équipes aux Jeux africains de 2015 à Brazzaville.
Elle termine 7e des Championnats du monde de karaté 2012 à Paris dans la catégorie des moins de 55 kg.